# Coppa del mondo di arrampicata 2022
La Coppa del mondo di arrampicata 2022 è stata la trentaquattresima edizione della manifestazione organizzata dall'International Federation of Sport Climbing; ha avuto inizio l'8 aprile 2022 a Meiringen, in Svizzera, e si è conclusa il 22 ottobre 2022 a Morioka, in Giappone.
Sia in campo maschile che in campo femminile sono state disputate 21 gare: 7 lead, 6 boulder, 7 speed e una combinata (lead + speed), in 12 diverse località.

## Uomini

### Risultati
| Data            | Località            | Nazione       | Spec. | Primo            | Secondo           | Terzo              |
| --------------- | ------------------- | ------------- | ----- | ---------------- | ----------------- | ------------------ |
| 10 aprile       | Meiringen           | Svizzera      | B     | Tomoa Narasaki   | Yoshiyuki Ogata   | Mejdi Schalck      |
| 6 maggio        | Seul                | Corea del Sud | S     | Veddriq Leonardo | Kiromal Katibin   | Rahmad Adi Mulyono |
| 8 maggio        | Seul                | Corea del Sud | B     | Kokoro Fujii     | Tomoa Narasaki    | Yoshiyuki Ogata    |
| 21 maggio       | Salt Lake City      | Stati Uniti   | S     | Kiromal Katibin  | Noah Bratschi     | Veddriq Leonardo   |
| 23 maggio       | Salt Lake City      | Stati Uniti   | B     | Mejdi Schalck    | Yoshiyuki Ogata   | Rei Kawamata       |
| 28 maggio       | Salt Lake City      | Stati Uniti   | S     | Veddriq Leonardo | Tobias Plangger   | Ludovico Fossali   |
| 30 maggio       | Salt Lake City      | Stati Uniti   | B     | Yoshiyuki Ogata  | Anže Peharc       | Kokoro Fujii       |
| 12 giugno       | Bressanone          | Italia        | B     | Yannick Flohé    | Maximillian Milne | Tomoa Narasaki     |
| 23 giugno       | Innsbruck           | Austria       | B     | Colin Duffy      | Lee Dohyun        | Yoshiyuki Ogata    |
| 26 giugno       | Innsbruck           | Austria       | L     | Colin Duffy      | Ao Yurikusa       | Jesse Grupper      |
| 1º luglio       | Villars-sur-Ollon   | Svizzera      | S     | Long Jianguo     | Peng Wu           | Long Jinbao        |
| 2 luglio        | Villars-sur-Ollon   | Svizzera      | L     | Taisei Homma     | Jesse Grupper     | Colin Duffy        |
| 9 luglio        | Chamonix-Mont-Blanc | Francia       | S     | Long Jinbao      | Erik Noya Cardona | Aspar Aspar        |
| 10 luglio       | Chamonix-Mont-Blanc | Francia       | L     | Adam Ondra       | Taisei Homma      | Sean Bailey        |
| 23 luglio       | Briançon            | Francia       | L     | Jesse Grupper    | Taisei Homma      | Alexander Megos    |
| 3 settembre     | Capodistria         | Slovenia      | L     | Luka Potočar     | Sascha Lehmann    | Yannik Flohé       |
| 10 settembre    | Edimburgo           | Regno Unito   | S     | Samuel Watson    | Long Jinbao       | Erik Noya Cardona  |
| 11 settembre    | Edimburgo           | Regno Unito   | L     | Jesse Grupper    | Luka Potočar      | Toby Roberts       |
| 25 settembre    | Giacarta            | Indonesia     | S     | Aspar Aspar      | Kiromal Katibin   | Cao Long           |
| 26 settembre    | Giacarta            | Indonesia     | L     | Ao Yurikusa      | Masahiro Higuchi  | Sebastian Halenke  |
| 21 - 22 ottobre | Morioka             | Giappone      | B & L | Tomoa Narasaki   | Yoshiyuki Ogata   | Kokoro Fujii       |

Legenda:

L = lead

B = boulder

S = speed

### Classifiche

#### Lead
| Pos.                                                                        | Atleta        | Austria (bandiera) | Svizzera (bandiera) | Francia (bandiera) | Francia (bandiera) | Slovenia (bandiera) | Regno Unito (bandiera) | Indonesia (bandiera) | Punti |
| --------------------------------------------------------------------------- | ------------- | ------------------ | ------------------- | ------------------ | ------------------ | ------------------- | ---------------------- | -------------------- | ----- |
| 1                                                                           | Luka Potočar  | 4                  | 11                  | 4                  | 9                  | 1                   | 2                      | 7                    | 3860  |
| 2                                                                           | Taisei Homma  | 9                  | 1                   | 2                  | 2                  | 6                   | 10                     | 12                   | 3835  |
| 3                                                                           | Jesse Grupper | 3                  | 2                   | 35                 | 1                  | 32                  | 1                      | 13                   | 3812  |
| 4                                                                           | Ao Yurikusa   | 2                  | 8                   | 28                 | 26                 | 4                   | 11                     | 1                    | 3239  |
| 5                                                                           | Yannik Flohé  | 7                  | 4                   | 5                  | 4                  | 3                   | -                      | -                    | 2910  |
| \| Legenda \| 1º posto \| 2º posto \| 3º posto \| A punti \| Senza punti \| |               |                    |                     |                    |                    |                     |                        |                      |       |
| Legenda                                                                     | 1º posto      | 2º posto           | 3º posto            | A punti            | Senza punti        |                     |                        |                      |       |

#### Boulder
| Pos.                                                                        | Atleta          | Svizzera (bandiera) | Corea del Sud (bandiera) | Stati Uniti (bandiera) | Stati Uniti (bandiera) | Italia (bandiera) | Austria (bandiera) | Punti |
| --------------------------------------------------------------------------- | --------------- | ------------------- | ------------------------ | ---------------------- | ---------------------- | ----------------- | ------------------ | ----- |
| 1                                                                           | Yoshiyuki Ogata | 2                   | 3                        | 2                      | 1                      | 5                 | 3                  | 3990  |
| 2                                                                           | Tomoa Narasaki  | 1                   | 2                        | 7                      | -                      | 3                 | 7                  | 3405  |
| 3                                                                           | Kokoro Fujii    | 6                   | 1                        | 14                     | 3                      | 9                 | 5                  | 3110  |
| 4                                                                           | Yannick Flohé   | -                   | -                        | 5                      | 7                      | 1                 | 6                  | 2475  |
| 5                                                                           | Mejdi Schalck   | 3                   | 7                        | 1                      | 21                     | -                 | 43                 | 2294  |
| \| Legenda \| 1º posto \| 2º posto \| 3º posto \| A punti \| Senza punti \| |                 |                     |                          |                        |                        |                   |                    |       |
| Legenda                                                                     | 1º posto        | 2º posto            | 3º posto                 | A punti                | Senza punti            |                   |                    |       |

#### Speed
| Pos.                                                                        | Atleta            | Corea del Sud (bandiera) | Stati Uniti (bandiera) | Stati Uniti (bandiera) | Svizzera (bandiera) | Francia (bandiera) | Regno Unito (bandiera) | Indonesia (bandiera) | Punti |
| --------------------------------------------------------------------------- | ----------------- | ------------------------ | ---------------------- | ---------------------- | ------------------- | ------------------ | ---------------------- | -------------------- | ----- |
| 1                                                                           | Veddriq Leonardo  | 1                        | 3                      | 1                      | 4                   | 4                  | -                      | 5                    | 4455  |
| 2                                                                           | Kiromal Katibin   | 2                        | 1                      | 5                      | 5                   | 9                  | -                      | 2                    | 4080  |
| 3                                                                           | Long Jinbao       | -                        | -                      | -                      | 3                   | 1                  | 2                      | 4                    | 3105  |
| 4                                                                           | Erik Noya Cardona | 11                       | 9                      | 7                      | 13                  | 2                  | 3                      | 12                   | 2955  |
| 5                                                                           | Samuel Watson     | 16                       | 8                      | 8                      | 12                  | 58                 | 1                      | 7                    | 2725  |
| \| Legenda \| 1º posto \| 2º posto \| 3º posto \| A punti \| Senza punti \| |                   |                          |                        |                        |                     |                    |                        |                      |       |
| Legenda                                                                     | 1º posto          | 2º posto                 | 3º posto               | A punti                | Senza punti         |                    |                        |                      |       |

## Donne

### Risultati
| Data            | Località            | Nazione       | Spec. | Prima               | Seconda            | Terza                       |
| --------------- | ------------------- | ------------- | ----- | ------------------- | ------------------ | --------------------------- |
| 9 aprile        | Meiringen           | Svizzera      | B     | Janja Garnbret      | Natalia Grossman   | Andrea Kümin                |
| 6 maggio        | Seul                | Corea del Sud | S     | Aleksandra Mirosław | Emma Hunt          | Aleksandra Kałucka          |
| 8 maggio        | Seul                | Corea del Sud | B     | Natalia Grossman    | Oriane Bertone     | Brooke Raboutou             |
| 21 maggio       | Salt Lake City      | Stati Uniti   | S     | Aleksandra Mirosław | Aleksandra Kałucka | Natalia Kałucka             |
| 23 maggio       | Salt Lake City      | Stati Uniti   | B     | Natalia Grossman    | Brooke Raboutou    | Miho Nonaka                 |
| 28 maggio       | Salt Lake City      | Stati Uniti   | S     | Aleksandra Mirosław | Emma Hunt          | Aleksandra Kałucka          |
| 30 maggio       | Salt Lake City      | Stati Uniti   | B     | Natalia Grossman    | Miho Nonaka        | Brooke Raboutou             |
| 11 giugno       | Bressanone          | Italia        | B     | Natalia Grossman    | Hannah Meul        | Luo Zhilu                   |
| 24 giugno       | Innsbruck           | Austria       | B     | Natalia Grossman    | Hannah Meul        | Miho Nonaka                 |
| 26 giugno       | Innsbruck           | Austria       | L     | Janja Garnbret      | Seo Chae-hyun      | Brooke Raboutou             |
| 1º luglio       | Villars-sur-Ollon   | Svizzera      | S     | Deng Lijuan         | Niu Di             | Desak Made Rita Kusuma Dewi |
| 2 luglio        | Villars-sur-Ollon   | Svizzera      | L     | Janja Garnbret      | Brooke Raboutou    | Natalia Grossman            |
| 9 luglio        | Chamonix-Mont-Blanc | Francia       | S     | Deng Lijuan         | Aleksandra Kałucka | Desak Made Rita Kusuma Dewi |
| 10 luglio       | Chamonix-Mont-Blanc | Francia       | L     | Janja Garnbret      | Laura Rogora       | Seo Chae-hyun               |
| 23 luglio       | Briançon            | Francia       | L     | Janja Garnbret      | Seo Chae-hyun      | Natalia Grossman            |
| 3 settembre     | Capodistria         | Slovenia      | L     | Ai Mori             | Janja Garnbret     | Brooke Raboutou             |
| 10 settembre    | Edimburgo           | Regno Unito   | S     | Aleksandra Kałucka  | Natalia Kałucka    | Emma Hunt                   |
| 11 settembre    | Edimburgo           | Regno Unito   | L     | Ai Mori             | Janja Garnbret     | Seo Chae-hyun               |
| 25 settembre    | Giacarta            | Indonesia     | S     | Deng Lijuan         | Natalia Kałucka    | Aleksandra Kałucka          |
| 26 settembre    | Giacarta            | Indonesia     | L     | Janja Garnbret      | Seo Chae-hyun      | Mia Krampl                  |
| 21 - 22 ottobre | Morioka             | Giappone      | B & L | Ai Mori             | Natalia Grossman   | Seo Chae-hyun               |

Legenda:

L = lead

B = boulder

S = speed

### Classifiche

#### Lead
| Pos.                                                                        | Atleta           | Austria (bandiera) | Svizzera (bandiera) | Francia (bandiera) | Francia (bandiera) | Slovenia (bandiera) | Regno Unito (bandiera) | Indonesia (bandiera) | Punti |
| --------------------------------------------------------------------------- | ---------------- | ------------------ | ------------------- | ------------------ | ------------------ | ------------------- | ---------------------- | -------------------- | ----- |
| 1                                                                           | Janja Garnbret   | 1                  | 1                   | 1                  | 1                  | 2                   | 2                      | 1                    | 5805  |
| 2                                                                           | Seo Chae-hyun    | 2                  | 6                   | 3                  | 2                  | 4                   | 3                      | 2                    | 4405  |
| 3                                                                           | Natalia Grossman | 6                  | 3                   | 6                  | 3                  | 7                   | 5                      | -                    | 3370  |
| 4                                                                           | Laura Rogora     | 4                  | 4                   | 2                  | 6                  | 17                  | 13                     | 5                    | 3345  |
| 5                                                                           | Brooke Raboutou  | 3                  | 2                   | 7                  | 4                  | 3                   | -                      | -                    | 3250  |
| \| Legenda \| 1º posto \| 2º posto \| 3º posto \| A punti \| Senza punti \| |                  |                    |                     |                    |                    |                     |                        |                      |       |
| Legenda                                                                     | 1º posto         | 2º posto           | 3º posto            | A punti            | Senza punti        |                     |                        |                      |       |

#### Boulder
| Pos.                                                                        | Atleta           | Svizzera (bandiera) | Corea del Sud (bandiera) | Stati Uniti (bandiera) | Stati Uniti (bandiera) | Italia (bandiera) | Austria (bandiera) | Punti |
| --------------------------------------------------------------------------- | ---------------- | ------------------- | ------------------------ | ---------------------- | ---------------------- | ----------------- | ------------------ | ----- |
| 1                                                                           | Natalia Grossman | 2                   | 1                        | 1                      | 1                      | 1                 | 1                  | 5000  |
| 2                                                                           | Miho Nonaka      | 26                  | 8                        | 3                      | 2                      | 4                 | 3                  | 3210  |
| 3                                                                           | Brooke Raboutou  | 12                  | 3                        | 2                      | 3                      | -                 | 7                  | 2940  |
| 4                                                                           | Futaba Ito       | 5                   | 15                       | 9                      | 4                      | 8                 | 4                  | 2560  |
| 5                                                                           | Hannah Meul      | 7                   | -                        | 13                     | -                      | 2                 | 2                  | 2345  |
| \| Legenda \| 1º posto \| 2º posto \| 3º posto \| A punti \| Senza punti \| |                  |                     |                          |                        |                        |                   |                    |       |
| Legenda                                                                     | 1º posto         | 2º posto            | 3º posto                 | A punti                | Senza punti            |                   |                    |       |

#### Speed
| Pos.                                                                        | Atleta              | Corea del Sud (bandiera) | Stati Uniti (bandiera) | Stati Uniti (bandiera) | Svizzera (bandiera) | Francia (bandiera) | Regno Unito (bandiera) | Indonesia (bandiera) | Punti |
| --------------------------------------------------------------------------- | ------------------- | ------------------------ | ---------------------- | ---------------------- | ------------------- | ------------------ | ---------------------- | -------------------- | ----- |
| 1                                                                           | Aleksandra Kałucka  | 3                        | 2                      | 3                      | 9                   | 2                  | 1                      | 3                    | 4680  |
| 2                                                                           | Emma Hunt           | 2                        | 4                      | 2                      | 6                   | -                  | 3                      | 5                    | 3950  |
| 3                                                                           | Natalia Kałucka     | 13                       | 3                      | 4                      | 7                   | 7                  | 2                      | 2                    | 3820  |
| 4                                                                           | Deng Lijuan         | -                        | -                      | -                      | 1                   | 1                  | 9                      | 1                    | 3380  |
| 5                                                                           | Aleksandra Mirosław | 1                        | 1                      | 1                      | -                   | -                  | -                      | -                    | 3000  |
| \| Legenda \| 1º posto \| 2º posto \| 3º posto \| A punti \| Senza punti \| |                     |                          |                        |                        |                     |                    |                        |                      |       |
| Legenda                                                                     | 1º posto            | 2º posto                 | 3º posto               | A punti                | Senza punti         |                    |                        |                      |       |